# François Garas
François Garas, né François Jean Marie Garat le 18 janvier 1866 à Saint-Julien-en-Jarez (aujourd'hui Saint-Chamond) et mort en 1925 à Toulon, est un architecte et peintre français.
Il fut élève de Paul Blondel.
Avec Henri Sauvage, Gabriel Guillemonat et Henry Provensal, il exposa chez Le Barc de Boutteville en 1896.

## Dessins
Le musée d'Orsay conserve un important fonds de dessins de lui, surtout des projets de temples.